# Tiocolchicoside
Il tiocolchicoside è una molecola solforata semisintetica derivata dal colchicoside, un glucoside naturale presente nella pianta Gloriosa superba. Ha effetto miorilassante e antinfiammatorio. Viene utilizzato come farmaco miorilassante, antinfiammatorio e analgesico.
Appartiene alla classe terapeutica dei miorilassanti ad azione centrale, codice ATC: M03BX05.

## Farmacocinetica

### Assorbimento
Dopo l'assunzione di tiocolchicoside per via orale (tramite compresse) o per via intramuscolare (tramite iniezioni), vi è una fase di assorbimento. In particolare, a seguito di assunzione per via orale, il principio attivo viene assorbito a livello intestinale ma non viene rilevato nel sangue, mentre si riscontrano i due metaboliti principali: il metabolita attivo SL18.0740 e il metabolita inattivo SL59.0955; per entrambi, la concentrazione plasmatica massima viene raggiunta dopo un'ora dall'assunzione. Il fatto che il principio attivo immodificato sia assente a livello plasmatico indica che il metabolismo di questo farmaco è principalmente intestinale.

### Distribuzione
Dopo la fase di assorbimento, segue una fase di distribuzione del farmaco nell'organismo. È stato stimato il volume di distribuzione apparente pari a 42,7 L dopo l'assunzione di 8 mg di tiocolchicoside per via intramuscolare. Ad oggi non si hanno dati riguardo al volume di distribuzione dei due metaboliti.

### Biotrasformazione
La biotrasformazione dopo assunzione orale avviene prevalentemente a livello intestinale. Poiché la superficie intestinale risulta essere la principale sede di assorbimento dei farmaci, è possibile giustificare l'assenza di tiocolchicoside immodificato a livello plasmatico. 
Dopo assunzione orale, tiocolchicoside viene quindi metabolizzato in aglicone 3-demetiltiocolchicina, metabolita inattivo indicato anche come SL59.0955. Successivamente, avviene una reazione di glucuronazione, ovvero di coniugazione con una molecola di acido glucuronico: si ottiene così il glucuroconiugato, indicato anche come SL18.0740. Questo metabolita è il vero responsabile dell'attività farmacologica di tiocolchicoside dopo l'assunzione orale. Il metabolita SL59.0955 può subire un'ulteriore modifica in quanto può essere demetilato a didemetil-tiocolchicina.

### Eliminazione
A seguito di somministrazione intramuscolare, la clearance plasmatica è pari a 19,2 l/h, mentre il tempo di emivita, indicato come T1/2, è pari a 1,5 ore.
Dopo somministrazione orale invece, il farmaco viene escreto principalmente nelle feci (79%), mentre a livello urinario, l'escrezione rappresenta solamente il 20%. È possibile riscontrare i metaboliti SL18.0740 e SL59.0955 sia nelle urine che nelle feci, mentre non si ritrova tiocolchicoside immodificato. Il metabolita didemetil-tiocolchicina si riscontra solo nelle feci, ma non nelle urine.
Dopo somministrazione orale di tiocolchicoside, il metabolita SL18.0740 viene eliminato con un T1/2 apparente compreso tra 3,2 e 7 ore e il metabolita SL59.0955 con un T1/2 medio di 0.8 ore.
Per quanto riguarda la somministrazione topica di formulazioni a base di tiocolchicoside (come unguenti e creme) alle dosi raccomandate, i livelli plasmatici del principio attivo risultano essere inferiori al livello minimo determinabile. Ciò dimostra che la somministrazione topica non comporta alcun assorbimento di tiocolchicoside.

## Farmacodinamica
Il meccanismo d'azione con il quale il farmaco esercita l'attività miorilassante non è ancora stato definito. Tuttavia, diversi studi hanno messo in evidenza i principali target molecolari nell'organismo, ovvero i recettori GABA A, attraverso i quali il farmaco induce crisi epilettiche, e i recettori glicinergici stricnina-sensibili, che sono possibilmente coinvolti nell'attività miorilassante e analgesica.

### Attività miorilassante
Il meccanismo attraverso il quale tiocolchicoside dà l'effetto miorilassante e analgesico deve ancora essere determinato. Secondo alcuni studi, questa attività potrebbe essere spiegata con l'interazione del farmaco con i recettori della glicina a livello del midollo spinale.
In particolare, è stato dimostrato che tiocolchicoside si comporta come un modulatore allosterico sui recettori della glicina stricnino-sensibili nel midollo spinale e nel tronco cerebrale del ratto. Questi recettori sono dei complessi costituiti di diverse subunità, legano sia glicina, un neurotrasmettitore, che stricnina, un veleno. I siti di interazione per glicina e stricnina sono diversi. Tiocolchicoside interagirebbe proprio con il sito di legame per la glicina, e come la glicina, esplicherebbe un potente effetto inibitorio allosterico sul legame della stricnina, ovvero ne impedirebbe il legame. In funzione del ruolo inibitorio esercitato dalla glicina come neurotrasmettitore sulle funzioni motorie, è possibile che l'attività miorilassante di tiocolchicoside sia mediata, almeno in parte, dall'interazione con questi recettori come agonista.

### Attività antinfiammatoria
Per quanto concerne l'attività antinfiammatoria, recenti studi hanno evidenziato la capacità di tiocolchicoside di inibire l'attivazione di NF-κB. In particolare è stato dimostrato che tiocolchicoside inibisce il legame di NF-κB al promotore di COX-2.

### Attività epilettogenica
In passato si riteneva che tiocolchicoside inducesse un effetto di rilassamento muscolare attraverso l'interazione come agonista con i recettori GABA A nel sistema nervoso centrale: il GABA è un neurotrasmettitore inibitorio, quindi questo effetto inibitorio sarebbe stato responsabile del rilassamento del muscolo scheletrico. Tuttavia, sotto specifiche condizioni cliniche e sperimentali, tiocolchicoside ha mostrato di indurre crisi epilettiche, dunque il suo effetto non può derivare dall'inibizione del SNC. Si è perciò studiata ed evidenziata un'attività non come agonista ma come antagonista di questi recettori. Questa attività spiega l'effetto epilettogenico ma non quello miorilassante.
Precedenti studi hanno mostrato che tiocolchicoside induce crisi epilettiche focali e generalizzate sia in modelli animali che nell'uomo. Sono state sperimentate sul ratto diverse dosi di tiocolchicoside da solo o insieme a beta-carbolina o PTZ, che sono farmaci convulsivanti. I dati raccolti hanno dimostrato che tiocolchicoside è un agente proconvulsivante capace di potenziare gli effetti di altri farmaci che agiscano da antagonisti dei recettore GABA A.
Recentemente è stata studiata l'attività di tiocolchicoside nei ratti sui recettori GABA sinaptici delle cellule del Purkinje e dei GABA A extrasinaptici delle cellule dei granuli. Entrambi i tipi cellulari si trovano nel cervelletto, che ha un ruolo nella regolazione del movimento volontario. I recettori extrasinaptici delle cellule dei granuli presentano un'alta affinità per il GABA, il che significa che basta una piccola concentrazione di neurotrasmettitore perché avvenga il legame; mentre i recettori sinaptici delle cellule del Purkinje hanno un'affinità più bassa. Allo stesso modo tiocolchicoside è più attiva sui recettori delle cellule dei granuli rispetto ai recettori delle cellule del Purkinje. Tiocolchicoside si comporta quindi da inibitore dei recettori GABA A e la potenza dell'inibizione dipende dalle subunità di cui sono composti questi due tipi recettoriali: le subunità che compongono il recettore delle cellule dei granuli permettono di legare meglio il GABA, e quindi anche il farmaco, rispetto alle subunità di cui è composto il recettore delle cellule del Purkinje.
In conclusione, l'effetto epilettogenico è dovuto principalmente all'azione antagonista di tiocolchicoside sui recettori GABA del cervelletto, in particolare a livello delle cellule dei granuli, causando un'alterazione dell'attività muscolare.
Inoltre, tiocolchicoside possiede una struttura molecolare simile a quella della colchicina, un alcaloide di origine vegetale che, oltre a provocare la depolimerizzazione dei microtubuli del fuso mitotico, è anche un antagonista competitivo dei recettori GABA A. Ciò potrebbe spiegare, almeno in parte, l'azione epilettogenica.

### Effetti collaterali
Gli effetti collaterali di questo farmaco includono nausea, allergie, e a dosi elevate, epatotossicità. La maggior parte dei farmaci miorilassanti provocano effetti di sonnolenza, ma Tiocolchicoside ne è esente dato che non interagisce con i recettori nicotinici a dosi terapeutiche standard.
Tiocolchicoside ha mostrato un effetto convulsivante in due pazienti con pregressa storia di epilessia e un paziente sottoposto a chirurgia maxillo-facciale conseguentemente alla frattura della mandibola in un incidente d'auto. La somministrazione sia orale che intramuscolare di tiocolchicoside ha indotto, per effetto cumulativo al raggiungimento di 12 mg/kg di peso corporeo nell'organismo, una crisi epilettica tonico-clonica generalizzata. Dopo sospensione del trattamento i pazienti non hanno più subito attacchi epilettici. Il possibile meccanismo che sottostà all'azione proconvulsivante di tiocolchicoside è da attribuirsi al ruolo di antagonista dei recettori GABA A.
La somministrazione intramuscolare di tiocolchicoside può predisporre il paziente al rischio di episodi di sincope vaso-vagale, pertanto l'impiego del farmaco richiede un attento monitoraggio.

## Controindicazioni

### Reazioni di ipersensibilità
Tiocolchicoside non deve essere assunto in caso di ipersensibilità al principio attivo stesso o agli eccipienti presenti nella formula farmaceutica. Le formulazioni a base di tiocolchicoside, infatti, possono contenere eccipienti capaci di innescare reazioni di ipersensibilità in soggetti atopici. Tra i vari eccipienti, nelle compresse rigide si possono riscontrare: lattosio monoidrato, amido di mais, magnesio stearato, gelatina, ferro ossido giallo e titanio diossido (questi ultimi tre si possono riscontrare nell'involucro esterno). Nelle compresse orodispersibili si ritrovano: crospovidone, aspartame, mannitolo e magnesio stearato. Gli eccipienti presenti nelle soluzioni iniettabili per uso intramuscolare sono: sodio cloruro, acido cloridrico 1M e acqua. 
L'alcol etilico presente come eccipiente nelle formulazioni topiche (schiuma cutanea) può indurre secchezza e irritazione; nelle preparazioni topiche di tiocolchicoside quali creme e unguenti possono essere presenti fra gli eccipienti i paraidrossibenzoati, responsabili in alcuni casi di reazioni allergiche ritardate (dermatite da contatto), e, meno frequentemente, di reazioni allergiche immediate (orticaria, broncospasmo).

### Donne gestanti, in allattamento o in età fertile che non assumono contraccettivi
Ad oggi, i dati disponibili ottenuti da diversi studi clinici sui possibili effetti teratogeni connessi all'esposizione a tiocolchicoside durante la gravidanza non permettono di identificare questo farmaco come teratogeno. Per indagare i possibili effetti genotossici (quindi potenzialmente cancerogeni e teratogeni) di tiocolchicoside, sono stati effettuati studi preclinci in vitro e in vivo: entrambi gli studi hanno messo in evidenza un chiaro effetto aneugenico a carico del metabolita M2 del tiocolchicoside. Sono stati inoltre raccolti casi spontanei post-immissione in commercio sulla base di segnalazioni registrate in due database di farmacovigilanza globali. In questi due database risultano essere registrati alcuni casi di effetti teratogeni (malformazioni) in bambini nati da madri esposte a tiocolchicoside durante la gravidanza. Poiché l'insieme di tutti questi dati non consente di giungere ad una conclusione certa, non può essere escluso un rapporto di causalità tra l'assunzione del farmaco e l'aneuploidia. Pertanto, l'uso di tiocolchicoside è controindicato durante la gestazione e poiché il principio attivo è secreto nel latte materno, è controindicato anche durante l'allattamento. In letteratura viene riportato il caso di una paziente neonata di tre mesi che ha manifestato crisi convulsive a seguito della somministrazione di tiocolchicoside tramite allattamento: la storia clinica della paziente risultava essere normale ma la madre aveva assunto per i precedenti tre giorni il farmaco, per trattare un dolore al collo. Dopo sospensione della nutrizione con latte materno, la paziente neonata si è ripresa e non ha più manifestato crisi convulsive.
L'Agenzia europea per i medicinali ha disposto delle restrizioni di assunzione di tiocolchicoside, a seguito di un riesame avviato dall'Agenzia Italiana del Farmaco sulle evidenze sperimentali riguardo all'effetto aneugenico del metabolita M2. Il Comitato per i medicinali per uso umano (CHMP) è giunto alla conclusione che l'aneuploidia si potrebbe manifestare a seguito di un'esposizione a M2 a livelli non molto superiori a quelli rilevati dopo la somministrazione orale del farmaco alle dosi raccomandate. Visto che l'aneuploidia costituisce un fattore di rischio per danni al feto, riduzione della fertilità maschile e, in linea teorica, aumento del rischio di cancro, sono state assunte delle misure per rendere l'assunzione del farmaco più sicura possibile. Queste misure sono state approvate dalla Commissione Europea il 17 gennaio 2014.
Queste restrizioni di assunzione affermano che l'uso parenterale di tiocolchicoside deve essere limitato ad una terapia breve adiuvante per il trattamento di contratture muscolari acute o patologie vertebrali in adulti con età superiore ai 16 anni: infatti tiocolchicoside non può essere assunto durante la pubertà. Il dosaggio di tiocolchicoside non deve superare i 7 giorni per la somministrazione orale (dose massima 8 mg ogni 12 ore) e 5 giorni per la somministrazione per via intramuscolare (dose massima pari a 4 mg ogni 12 ore). La posologia è stata definita considerando i tempi di emivita e di eliminazione del metabolita M2. In caso di prescrizioni passate per terapie a lungo termine, risulta essere necessaria una revisione della terapia da parte del medico curante. Le donne in età fertile non possono assumere tiocolchicoside se non utilizzando metodi contraccettivi e le donne in gravidanza non devono assumere il farmaco. Un tempo tiocolchicoside era indicato per “malattia di Parkinson e parkinsonismo da farmaci con particolare riferimento alla sindrome neurodislettica”: il CHMP ha eliminato questa indicazione terapeutica in quanto prevedeva un trattamento a lungo termine. Poiché la somministrazione topica di tiocolchicoside non comporta la presenza del mtabolita M2 a livello plasmatico, le restrizioni riguardano esclusivamente le formulazioni per somministrazione orale e intramuscolare. Infine, il CHMP ha stabilito il rapporto rischi/benefici per i medicinali a base di tiocolchicoside: il rapporto risulta essere favorevole solamente quando vengono rispettate tutte le restrizioni, le avvertenze e le limitazioni.

### Paralisi flaccida e/o ipotonie muscolari
I pazienti che manifestano paralisi flaccida e/o ipotonie muscolari non devono assumere il farmaco.

### Pazienti con danno alla barriera ematoencefalica, danno cerebrale o storia di epilessia
I pazienti con danno della barriera ematoencefalica, danno acuto cerebrale o con storia di epilessia non dovrebbe assumere il tiocolchicoside per il rischio di insorgenza di crisi convulsive.

## Prospettive per il futuro
Di recente, si sta cercando di indagare l'attività antitumorale di vecchi e già noti principi attivi, nel tentativo di scoprire nuovi approcci terapeutici per contrastare l'insorgenza e sviluppo di neoplasie e metastasi. È il caso specifico di tiocolchicoside, oggetto di studio per indagare la sua possibile attività anti-tumorale. In particolare, è stato effettuato uno studio per capire se tiocolchicoside, poiché in grado di inibire il fattore NF-κB, avesse un'attività antitumorale. NF-κB è un fattore di trascrizione sequenza-specifico coinvolto nell'infiammazione e nella risposta immunitaria innata, attraverso il controllo di più di 400 geni. In condizioni sperimentali in vitro, tiocolchicoside ha inibito la proliferazione di varie linee cellulari tumorali, ha inibito la capacità del tumore di formare colonie e ha indotto apoptosi inibendo proteine antiapoptotiche; inoltre, ha soppresso l'attivazione di NF-κB. Questi studi in vitro, hanno infine dimostrato che tiocolchicoside non è in grado di indurre gli effetti appena citati in cellule sane (condizione necessaria per avere una selettività d'azione limitata alle sole cellule malate, riducendo così la tossicità verso le cellule sane). Tramite questo studio è stato dimostrato che tiocolchicoside è in grado di inibire la proliferazione di cellule di linfoma, mieloma, carcinoma a cellule squamose, cancro al seno, colon e reni.